# Aliança Catalã
Aliança Catalã (em catalão: Aliança Catalana, em castelhano: Alianza Catalana) é um partido independentista catalão de extrema-direita, fundado em Ripoll em 2020.

## História

### Antecedentes, fundação e registro
Em 31 de março de 2020, Sílvia Orriols, então vereadora da Prefeitura de Ripoll pelo Fronte Nacional da Catalunha (FNC), juntamente com todos os membros do partido na cidade, abandonou o FNC devido a divergências sobre a imigração magrebina e o descontentamento social resultante dos atentados na Catalunha em 2017. Meses depois, em 29 de julho de 2020, Sílvia Orriols e o grupo local do FNC decidiram criar um novo partido político que representasse o nacionalismo catalão, melhorasse a segurança pública e contivesse a imigração magrebina.

### Eleições municipais de 2023
Em maio de 2023, a Aliança Catalã venceu as eleições municipais em Ripoll, conquistando seis cadeiras. Nos outros dois municípios onde se apresentou, obteve um vereador em Manlleu e outro na Ribera d'Ondara. No dia 12 de junho de 2023, as demais forças políticas da Prefeitura de Ripoll tentaram formar um pacto para impedir a Aliança Catalã de assumir o governo do município, mas, finalmente, Orriols foi eleita prefeita em 17 de junho de 2023.

### Eleições ao Parlamento da Catalunha de 2024
Em 11 de julho de 2023, Sílvia Orriols anunciou que a Aliança Catalã se apresentaria nas próximas eleições para o Parlamento da Catalunha. Ela foi escolhida como a candidata em março do ano seguinte, em um vídeo que trazia o slogan "Salvem Catalunya" (Salvemos a Catalunha). O PSC, ERC, Juntos pela Catalunha, a CUP e a coligação Comuns se comprometeram, em maio de 2024, a não formar alianças com o partido.
No dia 12 de maio de 2024, nas eleições para o Parlamento da Catalunha, a Aliança Catalã obteve 117.877 votos, representando 3,79% do total, e conquistou dois assentos: um por Girona e outro por Lleida. O primeiro Congresso Nacional da organização ocorreu em Ripoll no dia 6 de julho de 2024, onde foi eleito seu comitê de governo, que inclui Sílvia Orriols como presidente, o empresário Lluís Areny, a advogada Aurora Fornos, o economista Oriol Gès, o historiador Jordi Aragonès e o engenheiro Franc Massaneda.
No dia 8 de agosto de 2024, data da investidura de Salvador Illa como Presidente da Generalidade da Catalunha, a Aliança Catalã passou formalmente à oposição e se integrou ao grupo misto do Parlamento da Catalunha, sendo o único partido a ocupar essa posição na legislatura, já que a CUP conseguiu um deputado a mais do que o necessário para formar seu próprio grupo.

## Ideologia
O partido é um defensor do independentismo catalão de extrema-direita e se posiciona em favor da cultura e dos valores ocidentais, do protecionismo industrial e empresarial, da separação entre Estado e religião, e da defesa da economia de mercado. A Aliança Catalã se posicionou em defesa da língua catalã e contra o bilinguismo na Catalunha, além de manifestar oposição à imigração, o que lhe rendeu acusações de islamofobia. O partido introduz conceitos como o "Grande Substituição" e o "Choque de civilizações".
Seu ideólogo é o historiador Jordi Aragonès. Em 2022, durante a apresentação da organização em Barcelona, Sílvia Orriols defendeu a independência unilateral da Catalunha e propôs a expulsão da Espanha e da França (Rossilhão) da Catalunha, além de afirmar publicamente que o islamismo é incompatível com os valores ocidentais.